# Itéa (ort i Grekland, Grekiska fastlandet, Nomós Evrytanías)
Itéa är en ort i Grekland.   Den ligger i prefekturen Nomós Evrytanías och regionen Grekiska fastlandet, i den centrala delen av landet, 230 km nordväst om huvudstaden Aten. Itéa ligger 731 meter över havet och antalet invånare är 164.
Terrängen runt Itéa är bergig norrut, men söderut är den kuperad.Runt Itéa är det mycket glesbefolkat, med 6 invånare per kvadratkilometer. Närmaste större samhälle är Raptópoulon, 3,3 km nordost om Itéa. I omgivningarna runt Itéa växer i huvudsak blandskog.